# NEXT-輝け!アスリートたち-
『NEXT-輝け!アスリートたち-』（ネクスト・かがやけ!アスリートたち）は、2013年6月8日から2016年3月26日まで放送されていた奈良テレビ放送のスポーツ番組である。

## 概要
2013年6月8日放送開始。
奈良県内のスポーツニュースや、出演者によるスポーツの体験リポート、県内のチームや団体、アスリートの活動や取組みなど、県内のスポーツ情報を幅広く伝えていた。
放送開始から2014年3月までは、毎月第2土曜日の月1回のみの放送だった（再放送もなし）。
2014年4月からは、毎月第1・3土曜日の9時半からに放送されるようになった（第2・4土曜日は再放送）。また、収録場所も奈良テレビのメインスタジオに移された（開始から2014年3月までは奈良テレビのエントランスホールで収録されていた）。なお、スタジオセットは、本番組と同様にメインスタジオを使用する『ゆうドキッ!』のセットの一部分を間借りしていた。
2015年4月から、奈良テレビ放送アナウンサーの飯田嘉太がスタジオ進行に加わり、それまでスタジオ収録にも参加していたラフ次元はVTRのみの出演になった。
2016年3月26日放送終了。

## 出演者

### MC
- 川添伊代（TVNアナウンサー）
- 飯田嘉太（TVNアナウンサー）

### リポーター
- ラフ次元

## 放送時間
第1期（2013年6月8日 - 2014年3月8日）
- 毎月第2土曜日 21:30 - 21:55（25分間）
  - 再放送は行わない。

第2期（2014年4月5日 - 2016年3月26日）
- 毎月第1・3土曜日 21:30 - 21:55（25分間）
  - 毎月第2・4土曜日の21:30から再放送を実施。